# لعل غنج
لعل غنج هي قرية في مقاطعة مشكين شهر، إيران. عدد سكان هذه القرية هو 164 في سنة 2006.